# Banyuwangi
Banyuwangi, deutsche Schreibweise auch Banjuwangi, ist eine Hafenstadt in Indonesien mit über 114.000 Einwohnern. Sie liegt in der Provinz Jawa Timur ganz im Osten der Insel Java nahe der Straße von Bali, die die Stadt von der Insel Bali trennt.
Banyuwangi ist die Hauptstadt des Kabupaten Banyuwangi, der insgesamt 1.750.000 Einwohner hat.

## Bevölkerung
In der Stadt selbst leben neben den Osings auch Javaner (meist im Süden und Westen der Stadt), Maduresen (hauptsächlich im Norden und an der Ostküste) und Balinesen (im Osten der Stadt). Zudem leben vereinzelt auch Chinesen, Araber und Bugis in der Stadt.

## Geschichte
Im Mittelalter stand Banyuwangi unter der Herrschaft der ostjavanischen Reiche Singhasari und Majapahit. Nach dem Untergang von Majapahit (Ende des 15. Jahrhunderts) konnte sich das letzte hinduistische Imperium auf Java, das Königreich Blambangan, dessen Hauptstadt Banyuwangi war, unabhängig machen und stellte sich zur Abwehr von Angriffen des muslimischen nordjavanischen Sultanats von Demak unter den Schutz balinesischer Königreiche. Bis ins 17. Jahrhundert gehörte Banyuwangi zum Reich Blambangan. 1772 geriet die Stadt unter die Kontrolle der Niederländer. 1871 wurde von hier ein fast 1900 km langes Seekabel nach Darwin in Australien verlegt (siehe auch: Telegrafenlinie Java–Australien). Von Februar 1942 bis 1945 war die Stadt von der 16. japanischen Armee besetzt, die an der Küste Verteidigungsanlagen errichtete. In der Stadt herrschte zeitweise Hunger, viele Europäer wurden interniert.
1998 wurden in Banyuwangi als Folge eines Massenhysterie im Verlauf mehrerer Monate etwa 150 bis 300 Menschen in grausamer Weise ermordet, weil man sie für Ninja-Hexenmeister hielt. Einige schwarz gekleidete Attentäter, die für Ninjas gehalten wurden, hatten vorher Anschläge auf Funktionäre der antifundamentalistischen islamischen Gemeinschaft Nahdlatul Ulama ausgeübt. Präsident Abdurrahman Wahid, das Oberhaupt der Gemeinschaft, machte politische Eliten dafür verantwortlich, die Unruhe stiften wollten; möglicherweise handelte es sich dabei um Anhänger des abgesetzten Diktators Suharto. Banyuwangi gilt als ein Zentrum der Schwarzen Magie und des Mystizismus in Indonesien, was auf die Zeit der Religionskonflikte unter Sultan Agung von Mataram zurückgeht.

## Wirtschaft und Kultur
Über Banyuwangi wird Kopra, Kautschuk und Holz aus dem Landesinneren Javas exportiert. Es gibt Sägewerke; zu den weiteren Wirtschaftszweigen der Stadt gehören u. a. Holzschnitzerei, Papierherstellung und Ledergerberei.
Die Stadt ist reich an Kultur, was sich auch an den vielen Festen zeigt, die in der Stadt jährlich gefeiert werden. Berühmt ist die besondere Tanzform Gandrung Banyuwangi, bei der eine unverheiratete junge Tänzerin und Sängerin in einer nächtlichen Veranstaltung mit wechselnden männlichen Zuschauern tanzt, von denen sie Geldscheine zugesteckt bekommt. Gandrung war ursprünglich ein Fruchtbarkeits- und Reinigungstanz. Die übliche Orchesterbegleitung besteht aus zwei biola (Violinen), zwei kendang (Fasstrommeln), zwei kethuk (kleine Kesselgongs aus Eisen), ein hängender Gong und ein kluncing (Triangel). Ein ähnlicher Gandrung-Tanzstil wird in der Musik von Lombok unter anderem von einem preret (Blasinstrument) begleitet. 
Auf einer Kombination des Gandrung mit dem muslimischen devotionalen Gesangsstil Hadrah basiert der Musik- und Tanzstil Kuntalan, den Mädchen oder junge Frauen begleitet von einem virtuos spielenden Perkussionsensemble tanzen, in dessen Zentrum mehrere Rahmentrommeln rebana stehen.
Die Stadt ist aufgrund ihrer Nähe zu Bali auch ein beliebtes Ausflugsziel für Bali-Touristen.

## Verkehr
Der Internationale Flughafen Banyuwangi wird von mehreren indonesischen Linienfluggesellschaften angeflogen und bedient die Region um Banyuwangi.

## Persönlichkeiten
- Ruud Pronk (* 1931), niederländischer Jazzschlagzeuger
- Alvent Yulianto (* 1980), Badmintonspieler
- Kevin Sanjaya Sukamuljo (* 1996), Badmintonspieler